# Sparkasse Bensheim

Logo Sparkasse Bensheim

Die Sparkasse Bensheim ist eine öffentliche und rechtsfähige Anstalt des öffentlichen Rechts mit Sitz in Bensheim im hessischen Landkreis Bergstraße.
Die Sparkasse Bensheim wies im Geschäftsjahr 2024 eine Bilanzsumme von 2,339 Mrd. Euro aus und verfügte über Kundeneinlagen von 1,901 Mrd. Euro. Gemäß der Sparkassenrangliste 2024 liegt sie nach Bilanzsumme auf Rang 213. Sie unterhält 15 Filialen/Selbstbedienungsstandorte und beschäftigt 299 Mitarbeiter.

## Organisationsstruktur
Rechtsgrundlagen sind das Sparkassengesetz für Hessen und die durch den Verwaltungsrat der Sparkasse erlassene Satzung. Organe der Sparkasse sind der Vorstand und der Verwaltungsrat. 
Sie wurde 1830 gegründet und ist beim Amtsgericht Darmstadt  in das Handelsregister A 23222 eingetragen. 
Träger ist der Sparkassenzweckverband Bensheim mit den beteiligten Städten und Gemeinden Bensheim, Einhausen, Lautertal, Lorsch, Zwingenberg sowie Lindenfels für die Stadtteile Schlierbach, Winkel und Winterkasten.

## Sparkassen-Finanzgruppe
Die Sparkasse Bensheim ist Teil der Sparkassen-Finanzgruppe und gehört damit auch ihrem Haftungsverbund an. Er sichert den Bestand der Institute und sorgt dafür, dass sie auch im Fall der Insolvenz einzelner Sparkassen alle Verbindlichkeiten erfüllen können. Die Sparkasse vermittelt Bausparverträge der regionalen Landesbausparkasse, offene Investmentfonds der Deka und Versicherungen der SV SparkassenVersicherung. Im Bereich des Leasing arbeitet die Sparkasse Bensheim mit der  Deutschen Leasing zusammen. Die Funktion der Sparkassenzentralbank nimmt die Landesbank Hessen-Thüringen wahr.

## Geschichte
Am 29. April 1830 wurde durch den Landrat des Landratsbezirkes Bensheim, Peter Joseph von Rüding, die „Ersparungskasse in dem Landratsbezirk Bensheim mit Sitz in Zwingenberg“ gegründet.
Die konstituierende Versammlung fand am 25. Juni 1830 im Rathaus in Zwingenberg statt, bei der 88 Mitglieder die erste Satzung der „Ersparungskasse in dem Landratsbezirk Bensheim“ annahmen und einen Verwaltungsausschuss wählten.
Am 1. Juli 1830 nahm dann der „Cassier“ Andreas Schneider die ersten Einzahlungen entgegen: Zinssatz 4 %, Mindesteinzahlung ein Gulden.
Auszug aus der Sparkassen-Satzung von 1830:
„Diese Ersparungskasse soll die Gelegenheit darbieten, Geld, besonders in kleinen Summen, nützlich und sicher anzulegen und dadurch zur Beförderung der Sparsamkeit sowie zur Entfernung leichtsinniger Ausgaben dienen. Besonders sollten das Gesinde und die Kinder durch Sparen den Wert des Geldes kennen lernen und von nutzlosen Zersplitterungen desselben zurückgehalten werden.“
Dass dieses Ziel sehr bald erreicht wurde, zeigt das rasche Ansteigen der Einlagen:

Ende des ersten Jahres (1830) betrug der Kassenbestand 77.294 Gulden.

Ende des zweiten Jahres (1831) betrug der Kassenbestand 140.175 Gulden.

Ende des dritten Jahre (1832) betrug der Kassenbestand 172.213 Gulden.
Die Sparkasse Bensheim in ihrer heutigen Form ist aus drei ehemals eigenständigen Sparkassen entstanden. Die drei Ursprungssparkassen hatten ihre Hauptstellen in Zwingenberg, Lorsch und Bensheim. 
1830: Gründung der Ersparungskasse für den Landratsbezirk Bensheim mit Sitz in Zwingenberg (später dann Bezirkssparkasse Zwingenberg) 
1835: Gründung der Spar- und Leihkasse Lorsch (später Bezirkssparkasse Lorsch), ebenfalls unter Landrat von Rüding. 
Im Landratsbezirk Bensheim sind somit zwei Sparkassen vorhanden.
Die Spar- und Leihkasse Lorsch eröffnete 1875 Filialen in Viernheim, Lampertheim und Biblis. 1927 kamen noch Filialen in Bürstadt und Hofheim dazu. 1942 wurden aufgrund eines Beschlusses der hessischen Landesregierung zur Neuordnung der Sparkassen in Hessen die Filialen in Lampertheim, Biblis, Bürstadt und Hofheim auf die damalige Kreissparkasse Worms übertragen. Die Filiale in Viernheim wurde 1942 auf die damalige Bezirkssparkasse Heppenheim übertragen.
1931: Gründung der Bezirkssparkasse Bensheim durch Abspaltung vom Zwingenberger Stamminstitut
Im Jahre 1925 erfolgte die Umbildung der Bezirkssparkasse Zwingenberg in Bezirkssparkasse Zwingenberg-Bensheim mit je einer selbständigen Rechenstelle in Zwingenberg und Bensheim.
Aufgrund des starken wirtschaftlichen Raumes und der entsprechenden Entwicklung der Bensheimer Filiale löst sich 1931 die Bensheimer Sparkasse vom Zwingenberger Stamminstitut zur selbständigen Bezirkssparkasse Bensheim. Die Filialkasse Reichenbach gehört jetzt zur Bezirkssparkasse Bensheim.
Somit gab es ab 1931 drei eigenständige Sparkassen, die ihre Sitze in Bensheim, Lorsch und Zwingenberg hatten, im heutigen Geschäftsgebiet der Sparkasse Bensheim.
Im Jahre 1941 wurde die bis dahin eigenständige Bezirkssparkasse Lorsch auf Grund eines Beschlusses der hessischen Landesregierung zur Neuordnung der Sparkassen in Hessen in die Bezirkssparkasse Bensheim integriert.
1942 wurde die bis zu diesem Zeitpunkt ebenfalls noch selbständige Bezirkssparkasse Zwingenberg in die Bezirkssparkasse Bensheim überführt. Somit ist aus den drei vormals eigenständigen Sparkassen die Bezirkssparkasse Bensheim in ihrer heutigen Form entstanden.
1998 erfolgte schließlich die Namensänderung von Bezirkssparkasse Bensheim in Sparkasse Bensheim.
Im Mai 2002 wurde das Kundenberatungszentrum (Hauptsitz der Sparkasse Bensheim) nach knapp zweijähriger Umbauzeit eingeweiht.

## Sparkassen-Finanzgruppe
Die Sparkasse Bensheim ist Teil der Sparkassen-Finanzgruppe und gehört damit auch ihrem Haftungsverbund an. Er sichert den Bestand der Institute und sorgt dafür, dass sie auch im Fall der Insolvenz einzelner Sparkassen alle Verbindlichkeiten erfüllen können. Die Sparkasse vermittelt Bausparverträge der regionalen Landesbausparkasse, offene Investmentfonds der Deka und Versicherungen der SV SparkassenVersicherung. Im Bereich des Leasing arbeitet die Sparkasse Bensheim mit der  Deutschen Leasing zusammen. Die Funktion der Sparkassenzentralbank nimmt die Landesbank Hessen-Thüringen wahr.